# Worried Mind
Worried Mind è un album di Ray Anthony, pubblicato dalla Capitol Records nel 1962.

## Tracce
Lato A
1. Worried Mind – 2:34 (Ted Daffan, Jimmie Davis) – Registrato il 18 marzo 1962 al Capitol Tower Studios di Hollywood, California
2. Weary Blues from Witin' – 2:37 (Hank Williams) – Registrato il 3 maggio 1962 al Capitol Tower Studios di Hollywood, California
3. I Can't Stop Loving You – 4:02 (Don Gibson) – Registrato il 3 maggio 1962 al Capitol Tower Studios di Hollywood, California
4. Your Cheatin' Heart – 3:03 (Hank Williams) – Registrato il 2 maggio 1962 al Capitol Tower Studios di Hollywood, California
5. Born to Lose – 3:04 (Ted Daffan) – Registrato il 2 maggio 1962 al Capitol Tower Studios di Hollywood, California
6. Too Late to Worry - Too Blue to Cry – 2:53 (Al Dexter) – Registrato il 2 maggio 1962 al Capitol Tower Studios di Hollywood, California

Durata totale: 18:13
Lato B
1. You Nearly Lose Your Mind – 2:26 (Ernest Tubb) – Registrato il 3 maggio 1962 al Capitol Tower Studios di Hollywood, California
2. Careless Love – 2:25 (Tradizionale, arrangiamenti di Jimmie Haskell e Nick Venet) – Registrato il 3 maggio 1962 al Capitol Tower Studios di Hollywood, California
3. Half as Much – 2:32 (Curley Williams) – Registrato il 3 maggio 1962 al Capitol Tower Studios di Hollywood, California
4. It Makes No Difference Now – 2:39 (Floyd Tillman, Jimmie Davis) – Registrato il 2 maggio 1962 al Capitol Tower Studios di Hollywood, California
5. Release Me – 2:16 (Eddie Miller, W.S. Stevenson) – Registrato il 2 maggio 1962 al Capitol Tower Studios di Hollywood, California
6. Walking the Floor Over You – 3:09 (Ernest Tubb) – Registrato il 3 maggio 1962 al Capitol Tower Studios di Hollywood, California

Durata totale: 15:27

## Musicisti
- Ray Anthony - tromba
- Jimmie Haskell - arrangiamenti
- Altri musicisti sconosciuti